# Киржач
Киржа́ч — город (с 1778 г.) во Владимирской области России. Административный центр Киржачского района.
Расположен в 125 км к западу от Владимира и в 90 км от Москвы на реке Киржач (левый приток реки Клязьмы). Железнодорожная станция на линии Александров — Орехово-Зуево, входящей в Большое кольцо Московской железной дороги.
Образует муниципальное образование город Киржач со статусом городского поселения как единственный населённый пункт в его составе.

## Этимология
Название город получил от реки Киржач. Оно входит в так называемую серию — куст идентичных географических названий, куда ещё относятся река Киржелка, а также небольшой ручей Киржень в Гагинском районе Нижегородской области. Все они соотносятся с мокшанским или эрзянским словом со значением левый, в разных диалектах имеющим форму «кержи», «керч» или «керш». Киржач был основан на левом берегу одноимённой реки, являющейся левым притоком реки Клязьмы.

## География
Киржач находится в слабо всхолмлённой долине. С севера, востока и юга окружён лесами. Через город протекают река Киржач и её приток река Вахчилка. В нескольких метрах от устья Вахчилки находится искусственное Крутое озеро площадью 48 га (создано в 1965—1966 годах).
Ранее река Киржач была судоходна для достаточно больших торговых лодок (карбасов), но потом сильно обмелела, изменила берега и как водный путь более не использовалась.

## История

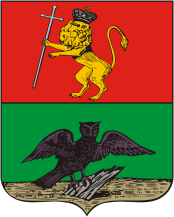
Герб Киржача 1781 года

Село на реке Киржач впервые упоминается в 1328 году в завещании Ивана Калиты. Оно было завещано Александровскому монастырю в Суздале. По другой версии Киржач возник в середине XIV века как слобода при основанном в 1358 году Сергием Радонежским Благовещенском монастыре. Период расцвета Киржачского монастыря приходится на XV—XVIII века. По переписным книгам 1678 года владения Киржачского монастыря, кроме подмонастырской слободки и села Селиванова Гора, только в Переяславском уезде, куда входил в то время Киржач, состояло из 26 деревень, в которых насчитывалось 354 двора крестьянских и 42 бобыльских. После упразднения монастыря в 1764 году Киржач стал селом.
В 1778 году при образовании Владимирского наместничества (с 1796 года — Владимирская губерния) сёла Киржач и Селиванова Гора, располагавшееся напротив, на правом берегу реки, были объединены в уездный город Киржач. 16 августа 1781 года был утверждён герб Киржача. В 1788 году принят генеральный план застройки города.
В 1796 году город Киржач был оставлен за штатом, центром уезда стал Покров. В XIX веке жизнь города оживляла проходившая через него большая торговая дорога Стромынка, связывавшая Москву с текстильным краем. Жители города и окрестных деревень занимались, преимущественно, шёлкоткачеством и столярно-плотничным делом. Особенно славились местные резчики по дереву, известные в Москве как «аргуны» (от названия села Аргуново). В 1856 году в заштатном городе Киржаче Покровского уезда Владимирской губернии насчитывалось 3 церкви, 260 домов, 14 лавок.
После отмены крепостного права промышленность Киржача получила ускоренное развитие. В 1896 году в городе было 3633 жителя (1858 мужчин и 1775 женщин), имелось 8 шёлкоткацких фабрик и фабрика медных и бронзовых изделий. В постройке шёлкоткацких и красильно-отделочных мануфактур и фабрик ведущую роль сыграли купцы-предприниматели Пётр и Александр Соловьёвы.
На их средства в Киржаче также были построены первая в губернии учительская семинария, женское двухклассное училище (ныне средняя школа № 2), Всехсвятская церковь и другие определившие облик города строения. Известными выпускниками Киржачской учительской семинарии являются крупнейший советский языковед Василий Ильич Чернышёв и основоположник советской нефтяной геологии академик Иван Михайлович Губкин.
В ноябре 1917 года в Киржаче был избран новый состав совета рабочих депутатов. Его председателем стал рабочий медно-латунного завода Александр Иванович Романов. В 1929 году Киржач стал центром района в составе Александровского округа Ивановской Промышленной области, сформированного из части Александровского и Покровского уездов Владимирской губернии.
Фабрика по выпуску медно-латунной посуды в 1931 году перепрофилировалась в завод «Автосвет», производящий осветительную арматуру для автомобилей и тракторов. В 1932 году на базе фабрик Соловьёвых был создан шёлковый комбинат.
Во время Великой Отечественной войны Киржач был одним из опорных пунктов круговой обороны Москвы, местом подготовки лётчиков, планеристов, десантников. На базе 9-го воздушно-десантного корпуса в Киржаче была сформирована 36-я гвардейская стрелковая дивизия под командованием полковника М. И. Денисенко. В 1942—1943 годах в городе временно базировался знаменитый боевой женский авиаполк прославленной лётчицы Марины Расковой. После войны на киржачском аэродроме проходили парашютную подготовку многие известные лётчики и космонавты первого отряда.
С 1944 года Киржач является центром района в составе Владимирской области. В 1963 году Киржачский район был упразднён. В 1965 был вновь образован.
В 2005 году в состав города в качестве микрорайона вошёл посёлок городского типа Красный Октябрь, а также деревни Пиково и Бехтерево.

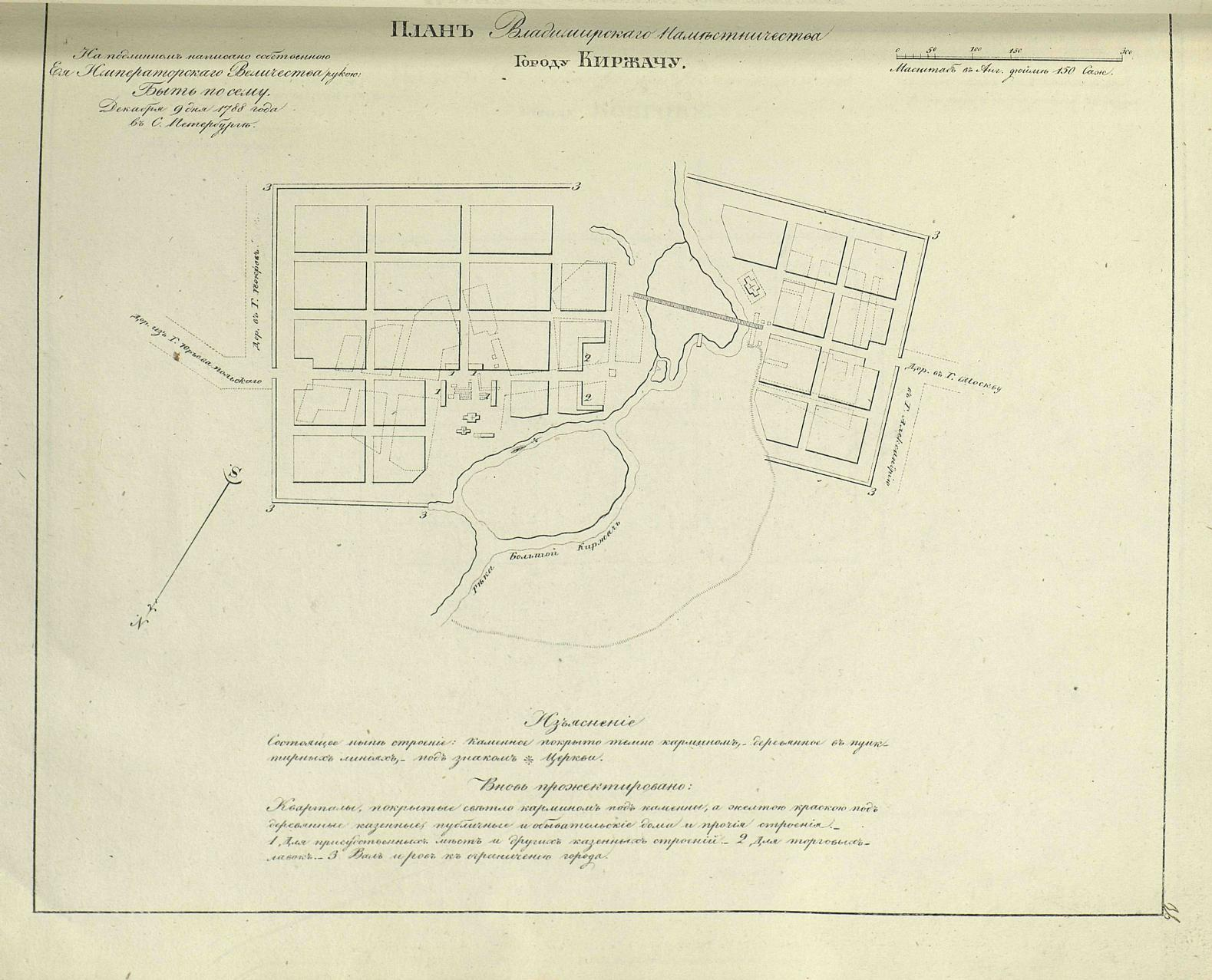
Планировка Киржача, утверждённая 9 декабря 1788 года Екатериной II
Карта-план Киржача 1837 г. с исправлениями 1862 г.
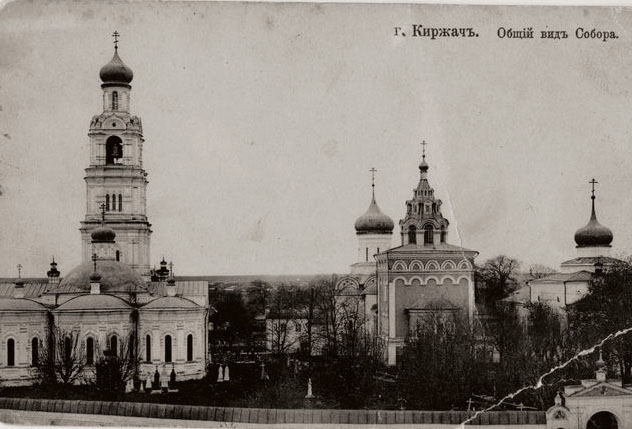
Благовещенский монастырь на дореволюционном фото

## Население
| 1784    | 1856    | 1859    | 1862    | 1870    | 1897    | 1914    | 1915    | 1916    | 1920    | 1923    |
| ------- | ------- | ------- | ------- | ------- | ------- | ------- | ------- | ------- | ------- | ------- |
| 863     | ↗2100   | ↗2610   | ↗2737   | ↗2851   | ↗4900   | ↗7164   | ↘4232   | ↗4446   | ↘4218   | ↗4622   |
| 1926    | 1931    | 1939    | 1959    | 1967    | 1970    | 1979    | 1989    | 1992    | 2000    | 2001    |
| ↗4740   | ↗6000   | ↗11 596 | ↗18 137 | ↗19 000 | ↗21 561 | ↗24 122 | ↗25 431 | ↗25 500 | ↘24 700 | ↘24 400 |
| 2002    | 2003    | 2005    | 2006    | 2009    | 2010    | 2011    | 2012    | 2013    | 2014    | 2015    |
| ↘22 704 | ↘22 700 | ↗31 900 | ↘31 500 | ↘30 092 | ↘29 965 | ↘29 917 | ↘29 192 | ↘28 699 | ↘28 160 | ↘27 788 |
| 2016    | 2017    | 2018    | 2019    | 2020    | 2021    |         |         |         |         |         |
| ↘27 439 | ↘27 157 | ↘26 676 | ↘26 331 | ↗26 703 | ↗27 318 |         |         |         |         |         |

На 1 января 2025 года по численности населения город находился на 550-м месте из 1124 городов Российской Федерации.
Значительный рост населения Киржача связан со строительством новых и расширением имеющихся фабрик и заводов. В 1990-е годы численность населения уменьшалась. Скачкообразный прирост численности произошёл при включении в состав города новых территорий, в том числе посёлка Красный Октябрь.
Национальный состав
По итогам переписи населения 2020 года проживали следующие национальности (национальности менее 0,1 % и другое, см. в сноске к строке «Другие»):
| Национальность | Численность, чел. | Доля     |
| -------------- | ----------------- | -------- |
| Русские        | 25 292            | 92,58 %  |
| Армяне         | 178               | 0,65 %   |
| Узбеки         | 159               | 0,58 %   |
| Таджики        | 122               | 0,45 %   |
| Украинцы       | 111               | 0,41 %   |
| Вьетнамцы      | 87                | 0,32 %   |
| Татары         | 57                | 0,21 %   |
| Мордва         | 35                | 0,13 %   |
| Азербайджанцы  | 28                | 0,10 %   |
| Другие         | 1249              | 4,57 %   |
| Итого          | 27 318            | 100,00 % |

## Климат
Климат города умеренно континентальный. Здесь тёплое лето, холодная зима и хорошо выраженные переходные периоды весна и осень. Средняя температура июля составляет +18,3 градуса по Цельсию, января: −9,3 градуса, среднегодовое количество осадков около 600 мм. По многолетним наблюдениям, количество дней с температурой выше 0 градусов составляет 151 день. Снеговой покров держится 4-5 месяцев, снег укрывает землю обычно в конце ноября — начале декабря, сходит снег с открытых мест в середине апреля, в лесах в конце апреля.
| Показатель                              | Янв.  | Фев.  | Март | Апр. | Май  | Июнь | Июль | Авг. | Сен. | Окт. | Нояб. | Дек. | Год |
| --------------------------------------- | ----- | ----- | ---- | ---- | ---- | ---- | ---- | ---- | ---- | ---- | ----- | ---- | --- |
| Средний суточный максимум, °C           | −6,2  | −5    | 0,9  | 10,2 | 18   | 21,7 | 23,6 | 21,5 | 15,3 | 7,8  | 0,2   | −4,1 | 8,7 |
| Средняя температура, °C                 | −9,3  | −8,7  | −3,1 | 5,3  | 12,3 | 16,3 | 18,3 | 16,2 | 10,6 | 4,4  | −2,1  | −6,7 | 4,5 |
| Средний суточный минимум, °C            | −12,7 | −12,6 | −7   | 0,7  | 6,6  | 10,8 | 13   | 11,2 | 6,4  | 1,4  | −4,5  | −9,6 | 0,3 |
| Норма осадков, мм                       | 35    | 27    | 25   | 34   | 50   | 73   | 77   | 73   | 58   | 58   | 45    | 43   | 598 |
| Источник: climate-data.org, MSN Weather |       |       |      |      |      |      |      |      |      |      |       |      |     |

Средняя годовая температура: плюс 4,5 градуса по Цельсию, абсолютный минимум: — 46 градусов, абсолютный максимум: + 38 градусов. Самый холодный месяц: январь. Самый тёплый месяц: июль.

## Экономика
В промышленный комплекс города входят: промышленный технопарк инженерных, климатических систем и электроники «Русклимат ИКСЭл», ПАО «КИЗ», занимающееся выпуском металлообрабатывающего инструмента (токарные резцы с напайными пластинами твёрдого сплава, фрезы прорезные и отрезные, пилы сегментные для металла и запасные сегменты к ним), ПАО «Киржачская мебельная фабрика», выпускающая кухонные гарнитуры , АО «Киржачская типография», специализирующаяся на изготовлении дипломов и аттестатов для вузов, ссузов и школ; ПАО "НПО «Наука», выпускающее продукцию авиационно-космического назначения и пожарное оборудование. Развита также пищевая промышленность (АО «Киржачский молокозавод» (производство молочной продукции, включая масло и сыр), консервный завод). Шёлковый комбинат в 1990-е годы распался на небольшие предприятия и прекратил своё существование.
В 2006 году турецкой компанией Arçelik в городе был построен завод по производству холодильников, стиральных машин и телевизоров под торговой маркой Beko.
В 2011 году объём отгруженных товаров собственного производства, выполненных работ и услуг собственными силами по виду деятельности «обрабатывающие производства» в действующих ценах составил 6487,7 млн рублей.

## Транспорт
- Киржач связан радиальными региональными и межмуниципальными автодорогами, проходящими по территории района, через Покров с автомагистралью М7 «Волга», через Храпки и Филипповское со Щёлковским шоссе А103 и автотрассой М8 «Холмогоры», через Бельково с городами Карабаново и Александров, через Ефремово с Кольчугино и Юрьев-Польским.
- Железнодорожная станция Киржач расположена на Большом кольце Московской железной дороги. Электропоездами Киржач связан с городами Александров, Карабаново, Орехово-Зуево, Ликино-Дулёво, Куровское. Поезда дальнего следования в Киржаче не останавливаются.
- Действует спортивный аэродром Киржач.
- Под Киржачом построен дирижабледром для проведения испытаний самого большого беспилотного аэростата «Ягуар»[37].
- Городской транспорт Киржача представлен сетью из 12 автобусных маршрутов общей протяжённостью 94,8 километра[38].

## Социальная сфера

### Музыка
В течение продолжительного времени с конца 1990-х по финал 2000-х годов в Киржаче существовало немалое количество рок-коллективов. Все они, в разной степени участвовали в культурной общественной жизни района. Проводились локальные рок-фестивали, среди которых выделялся «Пророк», даривший молодым исполнителям возможность попробовать себя на сцене.

### Образование

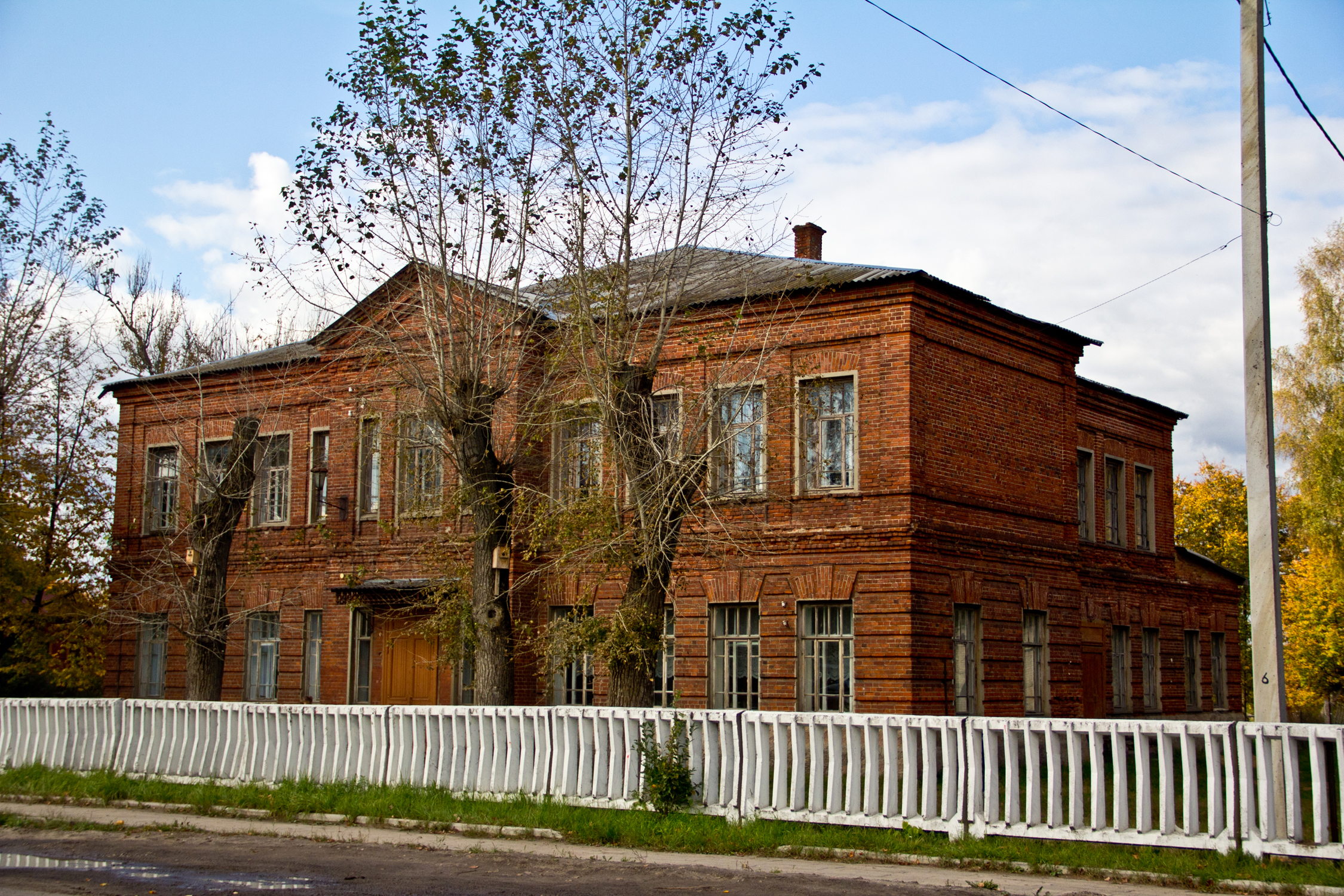
Начальная школа № 1

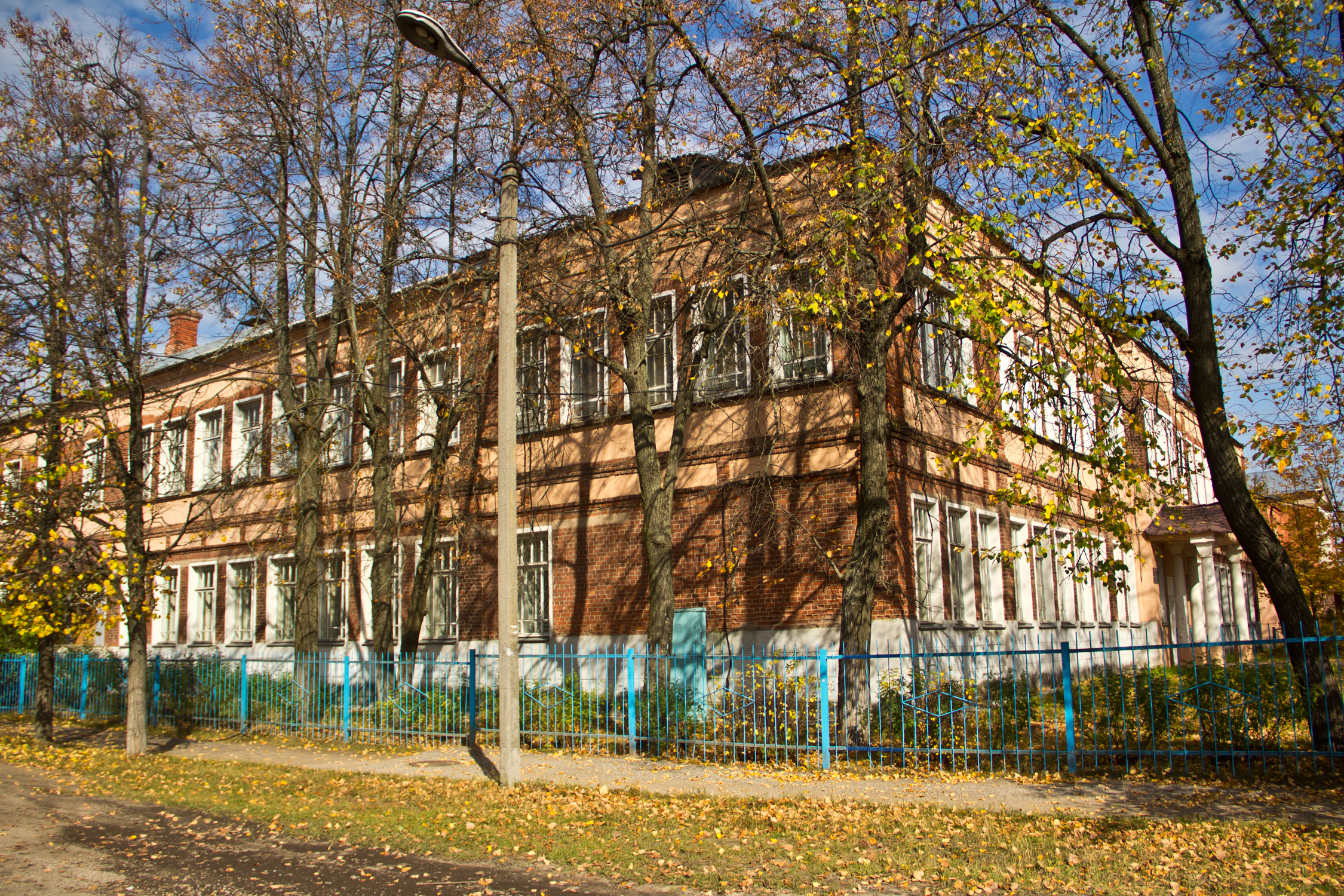
Средняя школа № 1

Промышленная ориентация Киржача обуславливала высокий уровень грамотности его населения. В 1897 году в Киржаче было 60 % грамотных мужчин и 36 % грамотных женщин. В дореволюционное время, в 1915 году, в Киржаче имелись следующие учебные заведения: частная гимназия, учительская семинария, Александровское двухклассное женское училище, ремесленная школа и др.
В настоящее время в городе находятся
- 6 средних общеобразовательных школ,
- 13 детских садов,
- государственное образовательное учреждение среднего профессионального образования «Киржачский машиностроительный колледж»,

### Учреждения дополнительного образования
- Центр детского творчества.
- Детский оздоровительно-образовательный спортивный центр.
- Центр дополнительного образования детей «Ровесник».
- Детская спортивная школа. Воспитанником школы является гроссмейстер Владимир Белов.

### Учреждения культуры

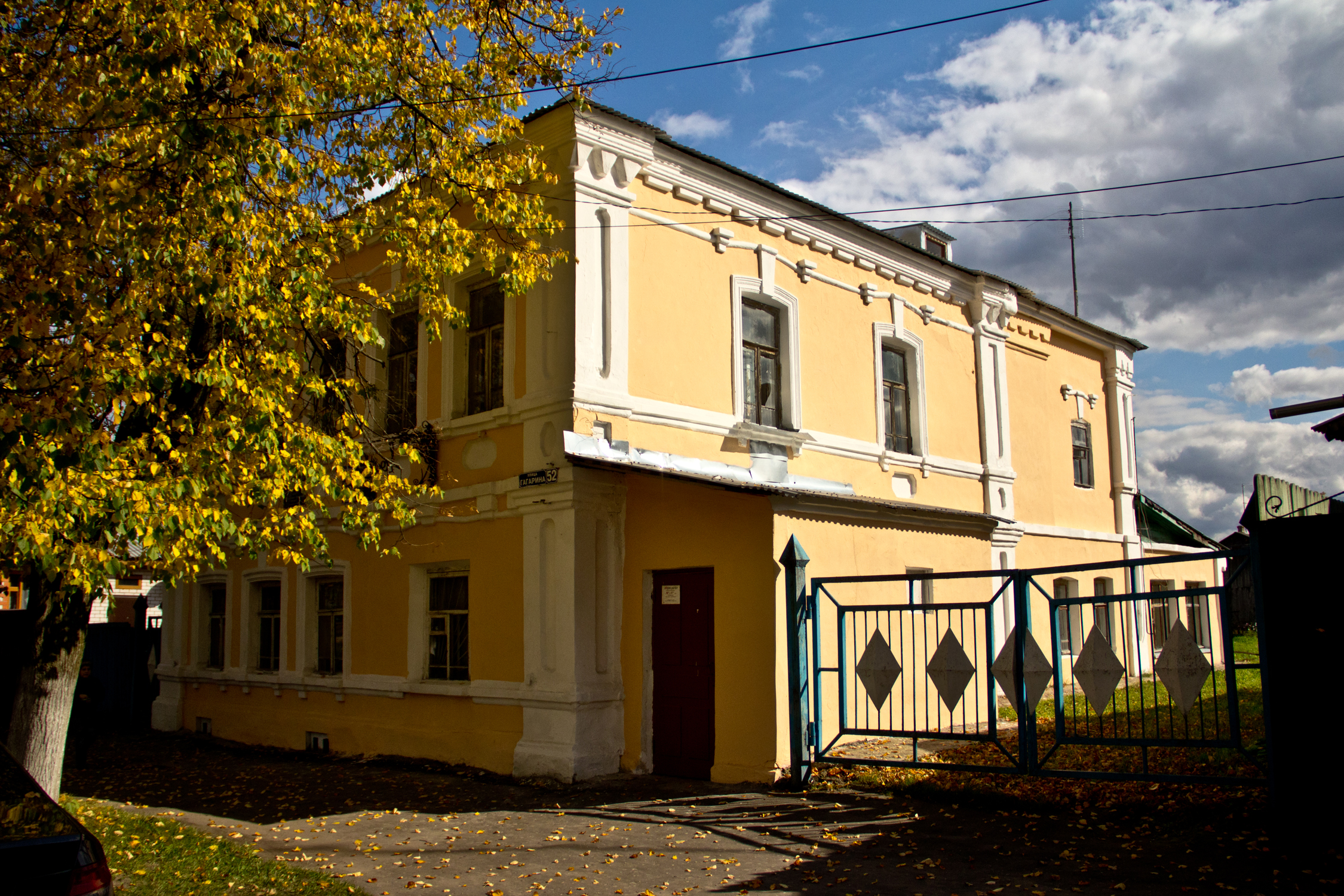
Историко-краеведческий музей

- Киржачский районный историко-краеведческий и художественный музей
- Музей меди и латуни
- Дом народного творчества
- Районный центр народной культуры
- Районный дом культуры
- Детская школа искусств
- Детская школа искусств Киржача
- Муниципальное учреждение культуры «Централизованная библиотечная система» Киржачского района (17 филиалов)

Благодаря меценату Евгению Фёдорову в Киржаче были созданы
- музейно-парковая зона «Вшивая горка»
- военно-исторический комплекс «Рубеж-12»
- самый длинный в России деревянный пешеходный мост «Типографский», внесённый в «Книгу рекордов России» и сквер «Александровский сад»
- плодово-ягодный сад «Киржэль»
- православные поклонные кресты
- музей наличников
- выставка репродукций фоторабот Сергея Прокудина-Горского;
- передвижная выставка уникальных документов об обучении и поощрениях Российского государства в XVIII—XX веках
- культурно-досуговый центр «Дом Мараева»
- дом аргунов[41]
- музей закуски
- первый частный детский театр «Совёнок»[42][43].

### Медицинские учреждения
- ГБУЗ «Киржачская городская поликлиника № 1»
- ГБУЗ «Киржачская городская поликлиника № 2»
- ГБУЗ «Киржачская ЦРБ»

## СМИ
Телевидение:
- Киржачское телевидение[44]

Радио:
- 71,03 (Молчит) Радио России / ГТРК Владимир
- 88,1 МГц Дорожное радио
- 89,7 МГц Маруся FM
- 94,1 МГц Европа Плюс
- 96,2 МГц Радио России / ГТРК Владимир
- 96,6 МГц Радио Рекорд
- 97,0 МГц Русское радио
- 97,4 МГц Радиола / (ПЛАН) Киржач FM
- 107,1 МГц Юмор FM

## Архитектура и достопримечательности

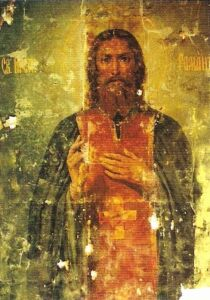
Роман Киржачский

Киржач замечателен сохранившимися сооружениями Благовещенского монастыря (XVI—XVII века): Благовещенским собором, соединённым галереей на арках в единый ансамбль со Спасской церковью (1656), усыпальницей рода бояр Милославских. Рядом со старинными храмами расположены Всехсвятская церковь (1865—1866), надвратная часовня (XIX век), келейный корпус (XVII век). Сейчас монастырь действует как женский. С 1997 года в подклете Благовещенского собора находятся мощи преподобного иеромонаха Романа Киржачского, ученика Сергия Радонежского, первого игумена Благовещенского монастыря.
Кроме монастыря, в Киржаче находятся две Никольские церкви: в западной части города, на Селивановой горе, постройки 1764 года с колокольней 1860-х годов и трапезной 1887 года и в северо-восточной части города, в Заболотье, построенная в 1846 году и сохранившая внутреннее убранство XIX века. Уцелела и историческая гражданская застройка XIX века.
В северной части города на реке Киржач находится примечательное место, посвящённое ополченцам 1812 года и формированию Ивановского оборонительного рубежа (укрепрайонов) Московской зоны обороны (МЗО) 1941—1942 годов «Вшивая горка».
В августе 1863 года близ города Киржача родился пионер цветной фотографии Сергей Прокудин-Горский, которому посвящена специальная экспозиция в местном краеведческом музее.
В доме № 9 по нынешней улице Расковой в 1942—1943 годах находился штаб женского авиационного полка под командованием Героя Советского Союза, лётчицы Марины Расковой.
В Киржаче сохранились два дома, где бывал Александр Несмеянов. Первый: дом киржачского земского врача Н. П. Никольского и его супруги Людмилы Васильевны (урождённой Несмеяновой), родной тёти будущего академика по Советской улице, 3. Второй на улице Свободы, 60 — дом Рудницких (родовое гнездо предков по линии матери), где у бабушки и дедушки проводил свои детские и юношеские годы будущий советский химик-органик, организатор советской науки, президент Академии наук СССР в 1951—1961 годах, ректор Московского государственного университета, директор ИНЭОС Александр Несмеянов.
Согласно последним генеалогическим исследованиям, обе бабушки поэта Андрея Вознесенского были родом из города Киржача. По линии матери Мария Андреевна Пастушихина (урождённая Карабанова), дочь городского головы Киржача. По линии отца Елизавета Алексеевна Вознесенская (урождённая Белоцветова), дочь священника Благовещенской церкви Киржача. На Ленинградской улице, 59 сохранился дом Стефановых, где в детские годы бывал у родственников Андрей Вознесенский. На улице Гагарина, 32 сохранился дом прадеда поэта, городского головы А. Д. Карабанова.
На фасаде районного дома культуры установлена мемориальная доска, сообщающая о встрече Юрия Гагарина с киржачанами 29 марта 1963 года. В 18 км от Киржача, рядом с деревней Новосёлово расположено место гибели Юрия Гагарина и Владимира Серёгина, где ныне установлен мемориал.
Рядом с городом расположен спортивный аэродром Киржач. Лётно-испытательный комплекс НИИ парашютостроения на базе аэродрома был образован 17 мая 1959 года. Начиная с 1960 года на нём проходил парашютную подготовку первый отряд космонавтов («Гагаринский отряд»). Кроме Юрия Гагарина, это были Герман Титов, Андриян Николаев, Павел Попович, Валерий Быковский, Владимир Комаров, Павел Беляев, Алексей Леонов, Борис Волынов, Евгений Хрунов, Георгий Шонин, Виктор Горбатко и др. Своё свободное время они проводили в зоне отдыха «Вшивая горка».
Вблизи посёлка Красный Октябрь находится плотина на реке Киржач.

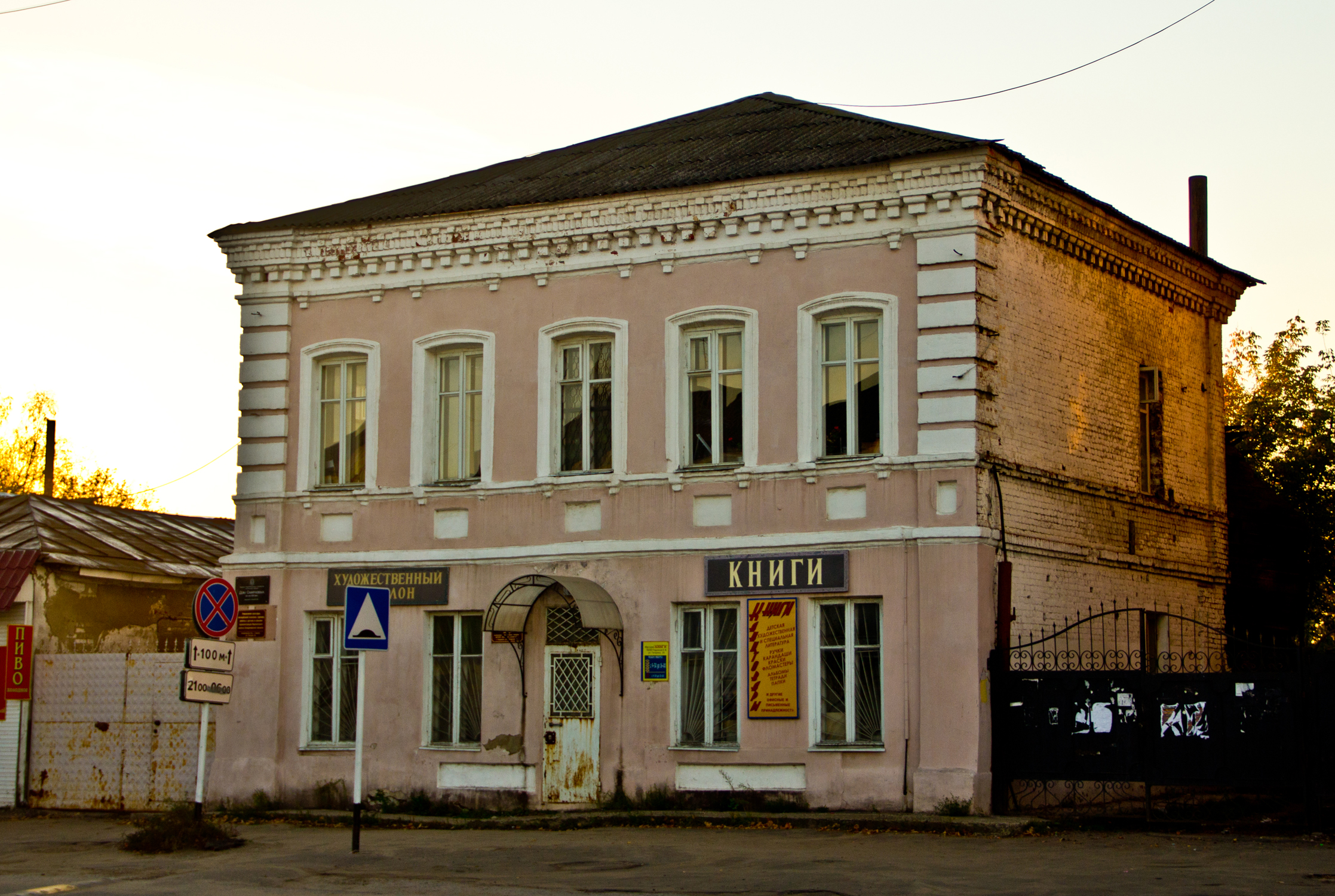
Бывший дом мещан Смирновых
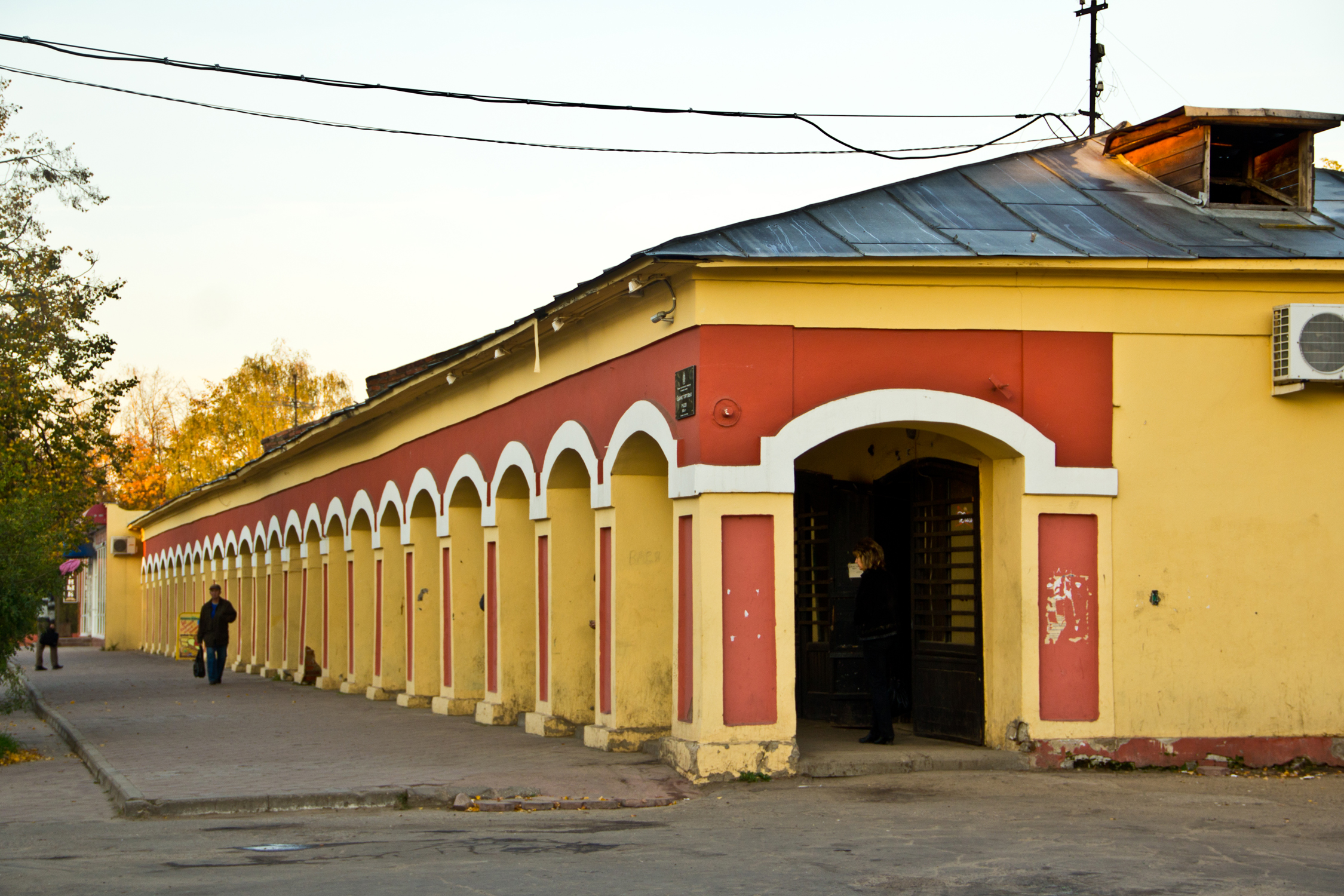
Здание торговых рядов 1850-х годов постройки
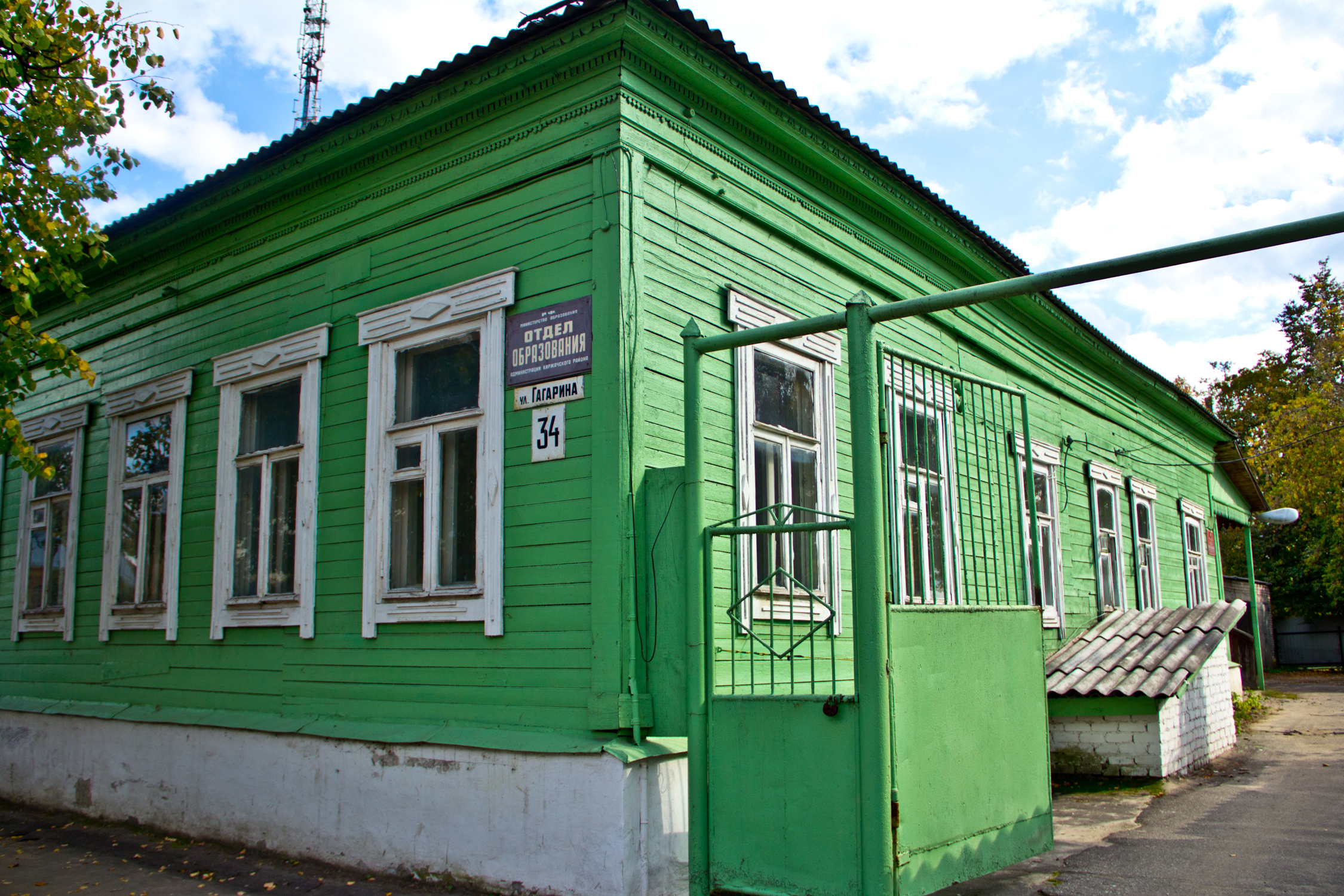
Жилой дом начала XX века
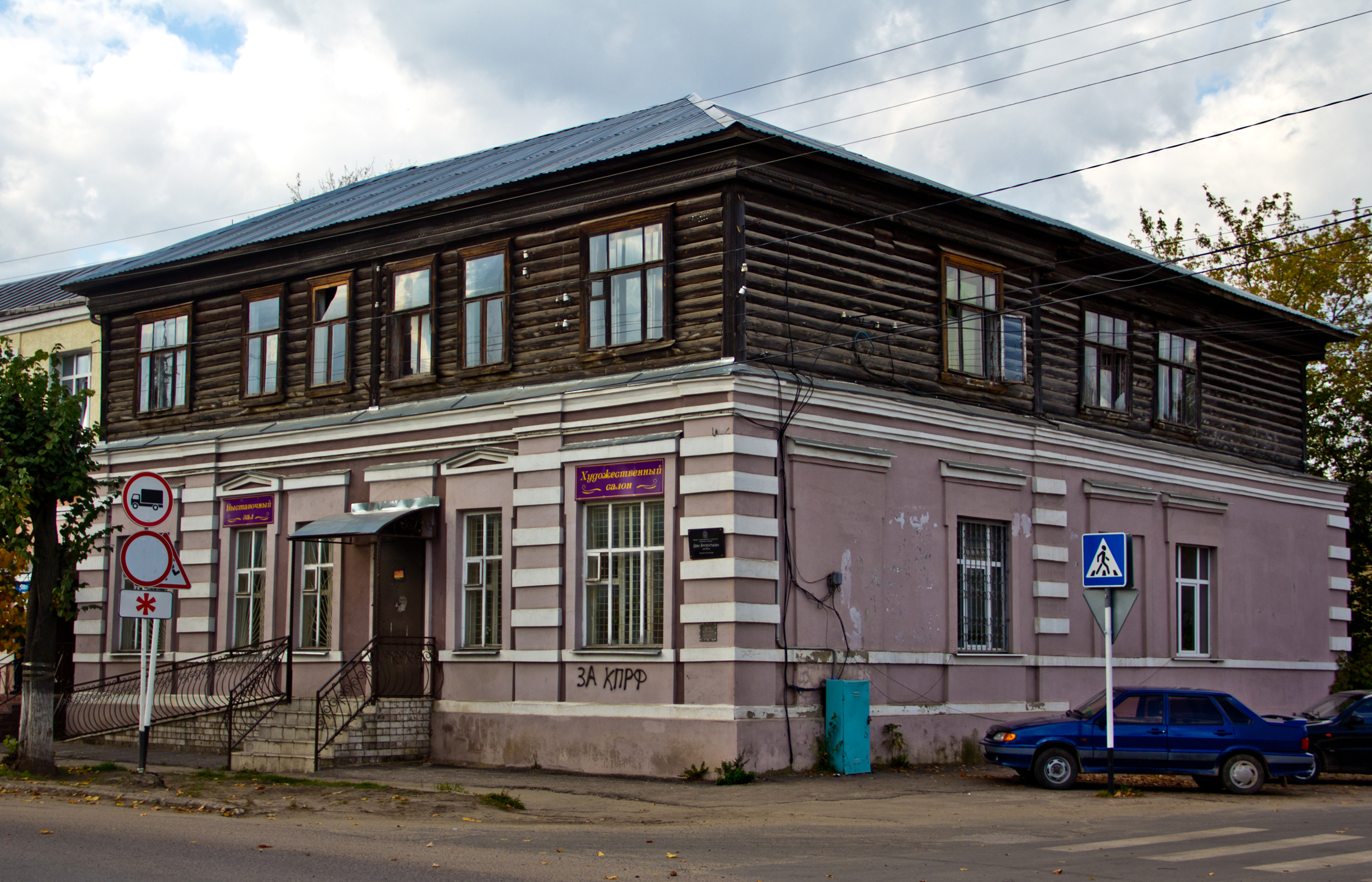
Бывший дом фабриканта Арсентьева
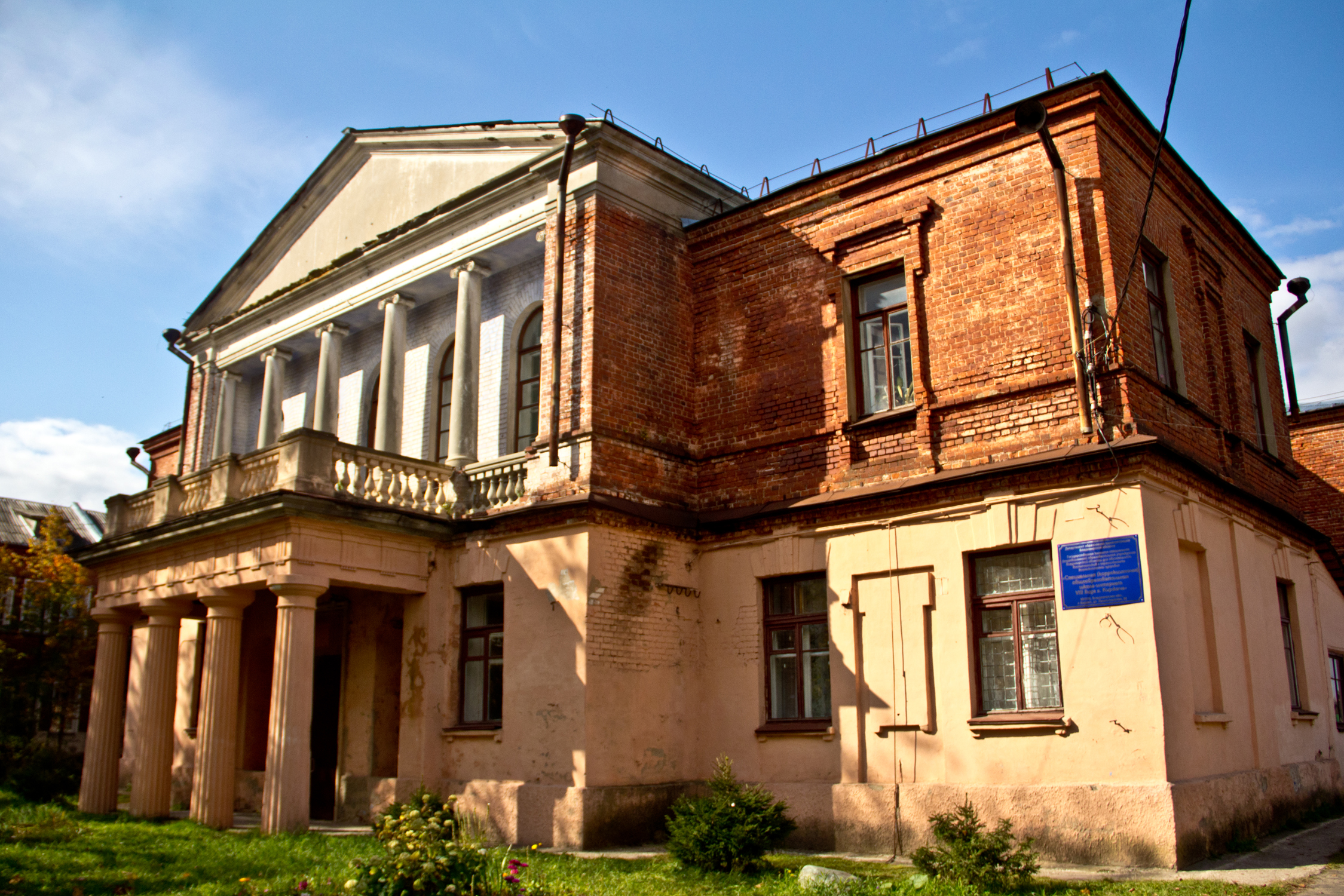
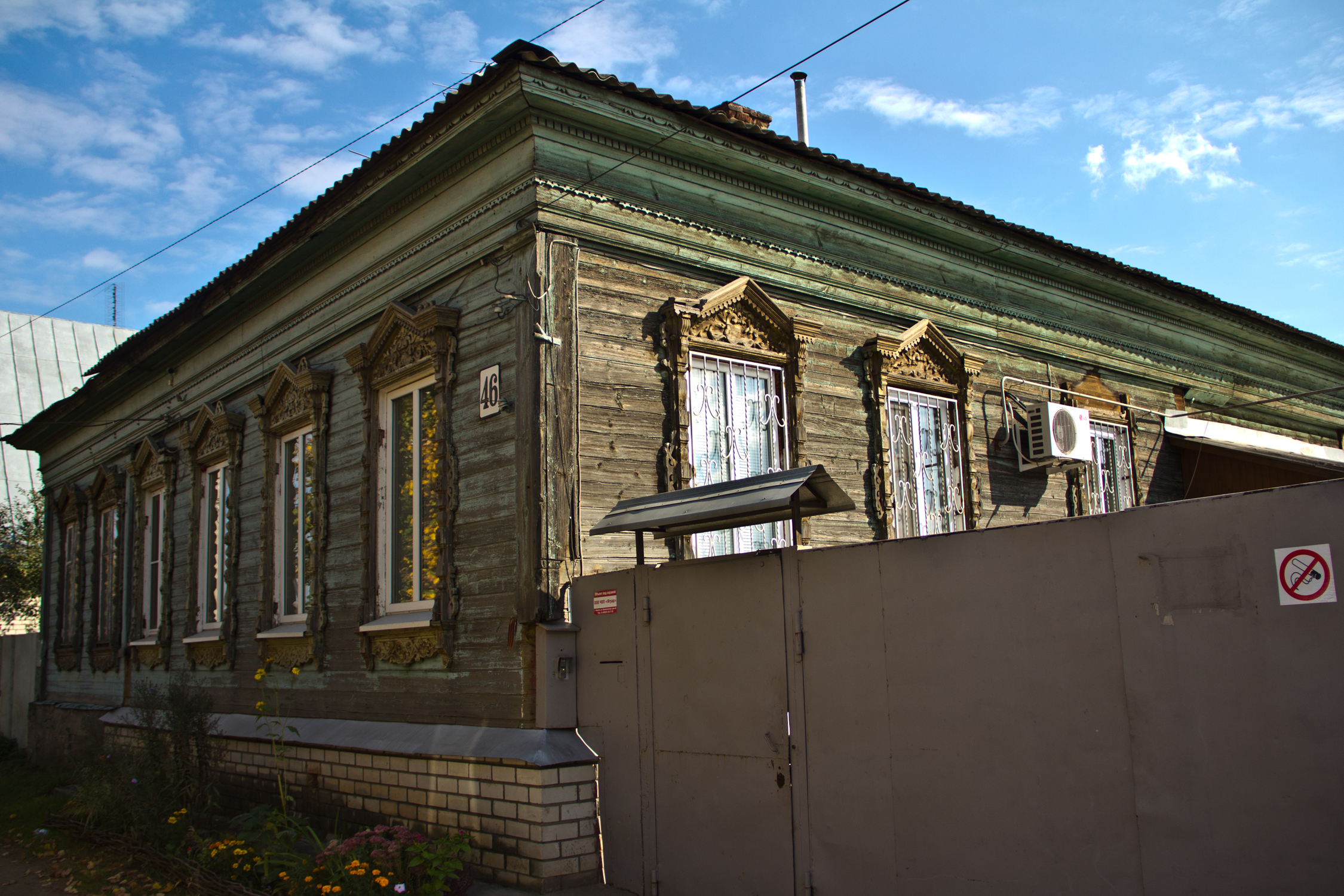
Деревянный жилой дом на Ленинградской улице